# Colobothea bicuspidata
Colobothea bicuspidata es una especie de escarabajo longicornio del género Colobothea,  subfamilia Lamiinae. Fue descrita científicamente por Latreille en 1833.
Se distribuye por Bolivia, Brasil, Ecuador, Colombia, Guayana Francesa y Perú. Mide 16-24 milímetros de longitud.